# Acabamento

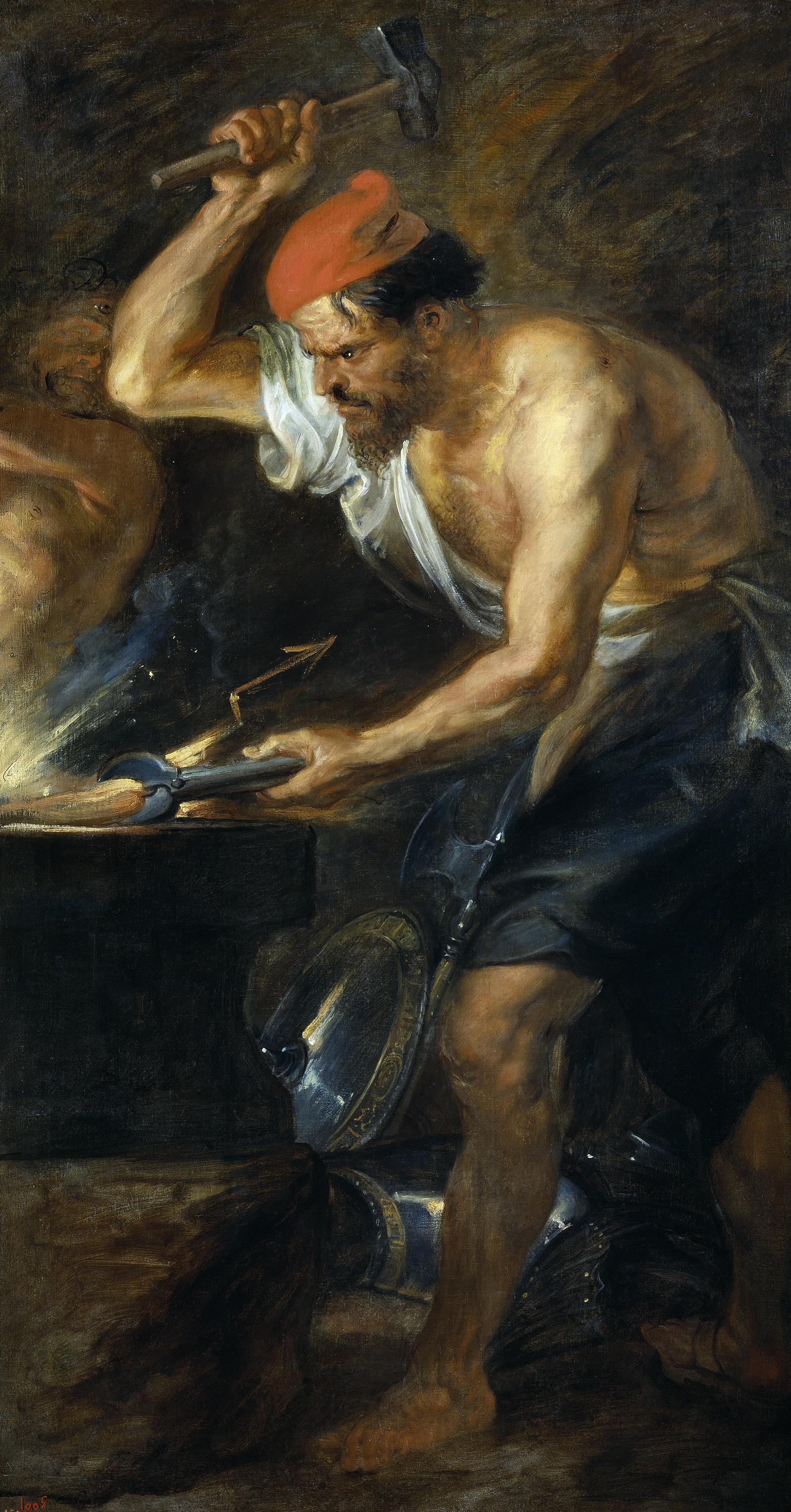
Representação gráfica de Vulcano, o deus grego Artesão.

Acabamento é o resultado de um ato finalizador de um trabalho de construção civil, mobiliário, vestuário, artes plásticas, impressão offset, serigráfica, flexográfica, entre outras, fabrico de livros ou outro tipo de atividade. Este ato tem como principal objetivo dar um aspecto exterior trabalhado, para que o produto final seja mais atrativo para o consumidor final.

## Construção civil
Em obra, em geral, não há um limite exato para o termo acabamento. Para alguns, a aplicação dos revestimentos em uma casa já é uma etapa de acabamento. Para outros, pode ser considerada uma etapa básica, apesar de o produto, por exemplo, azulejo ou porcelanato ser nominalmente, produto de acabamento, ou peça de acabamento.

### Materiais
Podem ser industrializados ou não. Todo material utilizado em revestimento, calafetação, recobrimento ou montagem final visando um efeito estético interessante pode ser considerado acabamento. Azulejos, porcelanatos, pisos laminados, fórmica, vidros, adesivagem, tintas, extrato de nogueira, folheados metálicos, luminárias e similares são objetos ou materiais de acabamento.

#### Pedras Naturais
Quando se fala de pedras naturais para acabamento de uma dada construção, fala-se de uma série de processos que dão à pedra diferentes texturas de superfície para que desta forma possam também ser utilizadas de diferentes formas no revestimento de obras. Esses processos são:
- Acabamentos da superfície

- - Serrado - resultante da serragem;
  - Cortado - resultante da serragem com serra de discos;
  - Polido - resultante da ação de cabeças rotativas friccionadas contra a superfície com abrasivos de granulometria muito baixa (superfície final brilhante e refletora);
  - Amaciado - idêntico ao polimento, mas com abrasivos menos finos (superfície final baça)

- Acabamento rugoso

- - Apicoado - superfície golpeada com um picão/picola;
  - Escacilhado - superfície golpeada com um cintel e ponteiros, ou escopo;
  - Bujardado - superfície golpeada com dentes piramidais; diz-se de superfície com acabamento rugoso, produzido por percussão com bujarda ou instrumento similar
  - Areado - aplicação de material abrasivo por meio de um jacto de areia;
  - Gastejado - superfície final caracterizada por ter  caneladuras paralelas;
  - Flamejado - aplicação da chama de um maçarico